# Mourède
Mourède település Franciaországban, Gers megyében. Lakosainak száma 70 fő (2022. január 1.). Mourède Justian, Lannepax, Vic-Fezensac és Courrensan községekkel határos.

## Népesség
A település népességének változása:
| Lakosok száma | 90   | 80   | 80   | 78   | 87   | 90   | 86   | 75   | 73   | 70   |
|               | 1968 | 1982 | 1990 | 2006 | 2013 | 2015 | 2017 | 2019 | 2020 | 2022 |